# Kostolná-Záriečie
Kostolná-Záriečie (in tedesco Kostel bei Trentschin-Zaretsch, in ungherese Vágegyháza-Alsózáros) è un comune della Slovacchia facente parte del distretto di Trenčín, nella regione omonima.
È citata per la prima volta in un documento storico nel 1318, quando Kostolná era sede di un piccolo castello e feudo ecclesiastico, mentre Záriečie era sede di una famiglia di signorotti locali, gli Szarosi o Zareczey.